# Chvalnov-Lísky
Obec Chvalnov-Lísky se nachází v okrese Kroměříž ve Zlínském kraji. Žije zde 237 obyvatel. Obec je součástí mikroregionu Koryčansko-Zdounecko.

## Historie
První písemná zmínka o obci pochází z roku 1371. V roce 1986 obec oslavila 650 let vzniku. V roce 2000 měla obec 300 občanů, v roce 2015 zde žilo 253 obyvatel.

## Obyvatelstvo

### Struktura
Vývoj počtu obyvatel za celou obec i za jeho jednotlivé části uvádí tabulka níže, ve které se zobrazuje i příslušnost jednotlivých částí k obci či následné odtržení.
| Místní části   | Místní části        | 1869 | 1880 | 1890 | 1900 | 1910 | 1921 | 1930 | 1950 | 1961 | 1970 | 1980 | 1991 | 2001 | 2011 |
| -------------- | ------------------- | ---- | ---- | ---- | ---- | ---- | ---- | ---- | ---- | ---- | ---- | ---- | ---- | ---- | ---- |
| Počet obyvatel | část Chvalnov-Lísky | 604  | 628  | 623  | 598  | 622  | 664  | 638  | 467  | 442  | 404  | 332  | 260  | 276  | 240  |
| Počet domů     | část Chvalnov-Lísky | 103  | 115  | 119  | 116  | 121  | 122  | 136  | 143  | 119  | 113  | 102  | 131  | 130  | 127  |

## Pamětihodnosti
- Kostel svatého Jakuba Staršího ve Chvalnově

## Části obce
- Chvalnov
- Lísky